# Глебов, Афанасий Васильевич
Афанасий Васильевич Глебов (16 января 1902, Смоленская область — 1997, Полоцк) — поездной вагонный мастер паровозной колонны № 3 особого резерва Народного комиссариата путей сообщения, Герой Социалистического Труда.

## Биография
Родился 16 января 1902 года в деревне Александровка (ныне Рославльский район, Смоленская область) в крестьянской семье. Семья была многодетная, с детства пришлось батрачить: пасли скот и обрабатывали землю, зарабатывая на пропитание.
С 1917 года работал на вагоноремонтном заводе в городе Рославле сначала учеником слесаря, затем слесарь. В апреле 1924 года по Ленинскому призыву стал бойцом Красной Армии. Службу проходил в Западном военном округе, в городе Гжатске.
С марта 1926 года вернулся в Рославль, работал рассыльным, затем столяром вагонного депо. В 1928 году окончил в городе Конотопе на курсы техников-нормировщиков, пять лет трудился по новой специальности. В 1933 году стал бригадиром по ремонту вагонов, а в следующем — вагонным мастером. В январе 1938 года был назначен заместителем начальника 7-го вагонного участка в городе Полоцке Западной железной дороги. В этой должности и застала его Великая Отечественная война.
С первого дня войны исполнял обязанности начальника вагонного участка станции Полоцк. Через город поезда шли в четырёх направлениях, железнодорожники после бомбовых налетов постоянно восстанавливали узел и движение поездов. Когда враг вплотную подошёл к городу Глебов последним эшелоном со штабом железнодорожного узла покинул станцию. Через Невель прибыл в Великие Луки, а оттуда — в Тамбов Ленинской железной дороги, где почти год трудился поездным вагонным мастером.
В июне 1942 года был отозван в паровозную колонну № 3 и назначен поездным вагонным мастером. В составе поездной бригады сопровождал эшелонный, обеспечивая сохранность ценного груза, доставляемого на Сталинградский фронт. И не раз, рискуя жизнью, спасал он составы с перевозимым имуществом. Однажды на перегоне вблизи линии фронта вражеские бомбардировщики атаковали поезд, с горючим и боеприпасами. Хотя машинист маневрировал, но уйти от бомб не удалось. Огонь подбирался к вагонам с боеприпасами. Ценой огромных усилий бригаде, в которой был Глебов, удалось сбить пламя и доставить груз по назначению.
4 ноября 1942 года эшелон с танками, который сопровождал Глебов, следовавший из Саратова был атакован вражескими самолетами в районе станции Эльтон. Бомба попала в турную четырёхосную теплушку, в которой отдыхала сменная бригада, погибло семь человек. Пламя угрожало перекинуться на весь состав. Глебов немедля отцепил пылающую теплушку от платформ с танками и, отъехав на 200—300 метров, потушил горящий вагон. Машинист Александр Янковский и Глебов оказались без подменной бригады. Девять суток бессменно водили они эшелоны к Сталинграду и обратно. Такого напряжения не приходилось испытывать никогда в жизни.
Когда пришла победа под Сталинградом, бригаду перебросили на Запад. Сперва возили людей, боевую технику, боеприпасы и продовольствие на Курском направлении, а затем на Белорусском. Перед освобождением Белоруссии Глебов был не только поездным вагонным мастером, но и инспектором вагонного хозяйства всей своей паровозной колонны.
Указом Президиума Верховного Совета СССР от 5 ноября 1943 года «за особые заслуги в деле обеспечении перевозок для фронта и народного хозяйства и выдающиеся достижения в восстановлении железнодорожного хозяйства в трудных условиях военного времени» Глебову Афанасию Васильевичу присвоено звание Героя Социалистического Труда с вручением ордена Ленина и Золотой медали «Серп и Молот». 18 декабря в Кремле М. И. Калинин вручил высокие награды родины.
После освобождения Полоцка летом 1944 года Глебов вернулся в город. Был вновь назначен начальником вагонного участка, получил персональное звание инженер-лейтенант тяги. Одновременно с выполнением главной задачи — обеспечения продвижения поездов к фронту, железнодорожники восстанавливали производственные помещения, вагонный парк. После победы продолжал трудиться на этом участке.
В 1958 году в связи с упразднением Полоцкого вагонного участка назначается начальником вагонного депо станции Полоцк. В 1963 году ушёл на пенсию, но продолжал трудиться осмотрщиком вагонов до 1971 года. Проработал на железной дороге 54 года.
Избирался депутатом Полоцкого горсовета делегат 3-й Всесоюзной конференции сторонников мира. В 1971 году был награждён Грамотой Верховного Совета Белорусской ССР к 100-летию Белорусской железной дороги. В 1979 году присвоено звание Почётного гражданина города Полоцка.
Жил в городе Полоцке. Скончался в 1997 году, на 96 году жизни.
Награждён орденом Ленина, медалями; двумя знаками «Почетный железнодорожник».